# Lego Masters (programma televisivo australiano)
Lego Masters Australia è un programma televisivo australiano basato sull'omonimo format e trasmesso da Nine Network dal 28 aprile 2019. In Italia viene trasmesso per la prima volta sul canale a pagamento Blaze dal 27 settembre 2019 al 23 giugno 2023 e successivamente in chiaro su Boing dal 2 novembre 2020.

## Edizioni
| Edizione | Titolo edizione                          | Puntate | Vincitori                             | Originariamente in onda | Originariamente in onda | Prima TV Italia   | Prima TV Italia  |
| Edizione | Titolo edizione                          | Puntate | Vincitori                             | Inizio                  | Fine                    | Prima TV Italia   | Prima TV Italia  |
| Edizione | Titolo edizione                          | Puntate | Vincitori                             | Inizio                  | Fine                    | Inizio            | Fine             |
| -------- | ---------------------------------------- | ------- | ------------------------------------- | ----------------------- | ----------------------- | ----------------- | ---------------- |
| 1a       | Lego Masters                             | 9       | Henry e Cade                          | 28 aprile 2019          | 14 maggio 2019          | 27 settembre 2019 | 22 novembre 2019 |
| 2a       | Lego Masters                             | 11      | Jackson e Alex                        | 19 aprile 2020          | 18 maggio 2020          | 18 settembre 2020 | 27 novembre 2020 |
| 3a       | Lego Masters                             | 14      | David e Gus                           | 19 aprile 2021          | 17 maggio 2021          | 24 settembre 2021 | 10 dicembre 2021 |
| 4a       | Lego Masters                             | 14      | Joss & Henry                          | 18 aprile 2022          | 16 maggio 2022          | 23 aprile 2023    | 23 giugno 2023   |
| 5a       | Lego Masters Grand Masters               | 14      | Scott & Owen                          | 10 aprile 2023          | 8 maggio 2023           | -                 | -                |
| 6a       | Lego Masters vs The World                | 12      | Krystle & Michelle (Nazionalità: USA) | 14 aprile 2024          | 7 maggio 2024           | -                 | -                |
| 7a       | Lego Masters Grand Masters of the Galaxy | 11      | Henry e Cade (Nazionalità: Australia) | 1 giugno 2025           | 23 giugno 2025          | -                 | -                |

## Puntate

### Prima edizione (2019)
| N° | Titolo originale      | Titolo italiano      | Prima visione originale | Prima TV Italia   |
| -- | --------------------- | -------------------- | ----------------------- | ----------------- |
| 1  | Mega Cities           | Mega City            | 28 aprile 2019          | 27 settembre 2019 |
| 2  | Blockbuster           | Pentolaccia colorata | 29 aprile 2019          | 4 ottobre 2019    |
| 3  | Cut in Half           | L'altra metà         | 30 aprile 2019          | 11 ottobre 2019   |
| 4  | Break and Make        | Distruggi e ricrea   | 5 maggio 2019           | 18 ottobre 2019   |
| 5  | Bridge                | Il ponte             | 6 maggio 2019           | 25 ottobre 2019   |
| 6  | Evil Lair             | La Tana del cattivo  | 7 maggio 2019           | 1 novembre 2019   |
| 7  | Delorean              | LEGO Delorean        | 12 maggio 2019          | 8 novembre 2019   |
| 8  | Time Train            | Viaggio nel tempo    | 13 maggio 2019          | 15 novembre 2019  |
| 9  | Grand Final Challenge | Lego campione!       | 14 maggio 2019          | 22 novembre 2019  |

### Seconda edizione (2020)
| Tot | N° | Titolo originale      | Titolo italiano        | Prima visione originale | Prima TV Italia   |
| --- | -- | --------------------- | ---------------------- | ----------------------- | ----------------- |
| 10  | 1  | A Whole New World     | I nuovi Lego sfidanti  | 19 aprile 2020          | 18 settembre 2020 |
| 11  | 2  | Hero Shot             | Un Eroe da immortalare | 20 aprile 2020          | 25 settembre 2020 |
| 12  | 3  | Fairytale             | Nel mondo delle Fiabe  | 21 aprile 2020          | 2 ottobre 2020    |
| 13  | 4  | Tall Tower            | Altezze vertiginose    | 26 aprile 2020          | 9 ottobre 2020    |
| 14  | 5  | Make & Shake          | Shake Shake Shake!     | 27 aprile 2020          | 16 ottobre 2020   |
| 15  | 6  | 3D Art                | Costruzioni 3D         | 3 maggio 2020           | 23 ottobre 2020   |
| 16  | 7  | Above & Below         | Sottosopra             | 4 maggio 2020           | 30 ottobre 2020   |
| 17  | 8  | Star Wars             | Star Wars              | 10 maggio 2020          | 6 novembre 2020   |
| 18  | 9  | Underwater            | Sfida subacquea        | 11 maggio 2020          | 13 novembre 2020  |
| 19  | 10 | Smash & Grab          | Vicini al traguardo    | 17 maggio 2020          | 20 novembre 2020  |
| 20  | 11 | Grand Final Challenge | La Finale              | 18 maggio 2020          | 27 novembre 2020  |

### Terza edizione (2021)
| Tot | N° | Titolo originale             | Titolo italiano                      | Prima visione originale | Prima TV Italia   |
| --- | -- | ---------------------------- | ------------------------------------ | ----------------------- | ----------------- |
| 21  | 1  | Stop In Tour Tracks          | Il mattoncino di platino!            | 19 aprile 2021          | 24 settembre 2021 |
| 22  | 2  | Castle and Cannonballs       | L'esplosione del castello            | 20 aprile 2021          | 1 ottobre 2021    |
| 23  | 3  | Snow Globe                   | Un mondo dentro la neve!             | 21 aprile 2021          | 1 ottobre 2021    |
| 24  | 4  | Fantastical Beasts           | Animali fantastici e come costruirli | 25 aprile 2021          | 8 ottobre 2021    |
| 25  | 5  | Hero's Quest                 | L'avventura dell'Eroe                | 26 aprile 2021          | 15 ottobre 2021   |
| 26  | 6  | Cut in Half                  | L'altra metà                         | 27 aprile 2021          | 15 ottobre 2021   |
| 27  | 7  | Will They Fly?               | Mattoncini in volo!                  | 2 maggio 2021           | 22 ottobre 2021   |
| 28  | 8  | Four Seasons                 | Le quattro stagioni                  | 3 maggio 2021           | 29 ottobre 2021   |
| 29  | 9  | Arcade Game                  | Sfida Arcade                         | 4 maggio 2021           | 5 novembre 2021   |
| 30  | 10 | Race                         | Veicoli colorati                     | 9 maggio 2021           | 12 novembre 2021  |
| 31  | 11 | Heroic Moment offerte Impact | Una scena degli Avengers             | 10 maggio 2021          | 19 novembre 2021  |
| 32  | 12 | House of Colour              | Colorare con i mattoncini            | 11 maggio 2021          | 26 novembre 2021  |
| 33  | 13 | Out on a Limb                | Il mondo sul ramo                    | 16 maggio 2021          | 3 dicembre 2021   |
| 34  | 14 | Grand Finale Challenge       | Costruzione senza limiti             | 17 maggio 2021          | 10 dicembre 2021  |

### Quarta edizione (2022)
| Tot | N° | Titolo originale         | Titolo italiano     | Prima visione originale | Prima TV Italia |
| --- | -- | ------------------------ | ------------------- | ----------------------- | --------------- |
| 35  | 1  | At the bottom of the sea | In fondo al mare    | 18 aprile 2022          | 23 aprile 2023  |
| 36  | 2  | Stuntman                 | Stuntman            | 19 aprile 2022          | 30 aprile 2023  |
| 37  | 3  | Guess the song           | Indovina la canzone | 20 aprile 2022          | 30 aprile 2023  |
| 38  | 4  | The Machine of the fut   | Macchina del futuro | 24 aprile 2022          | 5 maggio 2023   |
| 39  | 5  | Hidden worlds            | Mondi nascosti      | 25 aprile 2022          | 12 maggio 2023  |
| 40  | 6  | Strong bridges           | Ponti resistenti    | 26 aprile 2022          | 12 maggio 2023  |
| 41  | 7  | Dragons fly              | Draghi volanti      | 1 maggio 2022           | 19 maggio 2023  |
| 42  | 8  | Creepy houses            | Case fantasma       | 2 maggio 2022           | 26 maggio 2023  |
| 43  | 9  | Car flies                | Macchina del vento  | 3 maggio 2022           | 26 maggio 2023  |
| 44  | 10 | Secret cities            | Città segrete       | 8 maggio 2022           | 2 giugno 2023   |
| 45  | 11 | To the future            | Verso il futuro     | 9 maggio 2022           | 9 giugno 2023   |
| 46  | 12 | Three part story         | Tre parti di storia | 10 maggio 2022          | 9 giugno 2023   |
| 47  | 13 | Semifinal                | Semifinale          | 15 maggio 2022          | 16 giugno 2023  |
| 48  | 14 | Grand Finale Challenge   | Finale              | 16 maggio 2022          | 23 giugno 2023  |